# Massiel Taveras
Massiel Indira Taveras Henríquez (Santiago de los Caballeros, 20 novembre 1984) è una modella dominicana, eletta Miss Repubblica Dominicana 2007.

## Biografia
La Taveras era la rappresentante della provincia di Santiago durante il concorso che si è svolto il 22 marzo 2007, e che ha visto la Taveras vincitrice. Massiel Taveras ha inoltre ottenuto la fascia di Miss Communication. Curiosamente, Massiel Taveras è la cugina di Mía Taveras, precedente Miss Repubblica Dominicana.
In qualità di rappresentante della Repubblica Dominicana, la Taveras ha quindi partecipato a Miss Universo 2007 il 28 maggio a Città del Messico, dove però non è riuscita ad ottenere un piazzamento. Il 26 ottobre dello stesso anno, la Taveras è stata incoronata Reina Hispanoamericana 2007, durante un evento tenutosi a Santa Cruz, in Bolivia, dove ha anche ottenuto i titoli di viso più bello e figura più bella.
Così come sua cugina Mia, Massiel Taveras, al momento dell'incoronazione era una studentessa presso la Pontificia Universidad Católica Madre y Maestra, da dove si è laureata in giurisprudenza.